# François Heutte
François Heutte (ur. 21 lutego 1938 w Chaumont-en-Vexin) – francuski piłkarz. Grał na pozycji napastnika. Reprezentował Francję na Euro 1960.
W czasie swojej kariery występował w FC Rouen, Lille OSC, RC Paris, AS Saint-Étienne, Stade de Reims i FC Chaoumont.
W reprezentacji Francji rozegrał 9 meczów i strzelił 4 gole.